# Harold Osorio
Harold Daniel Osorio Moreno (San Salvador, 20 agosto 2003) è un calciatore salvadoregno, centrocampista del Chicago Fire II e della nazionale salvadoregna.

## Carriera

### Club
Osorio è cresciuto nell'Alianza dove ha giocato per due stagioni nel campionato salvadoregno. Il 10 agosto 2022 ha firmato un contratto con il Chicago Fire II in vista della stagione 2023 di MLS Next Pro.
Ha debuttato il 31 marzo 2021 contro il Toronto FC II e l'8 maggio ha realizzato la sua prima rete contro il Minnesota United 2.

### Nazionale
Il 22 agosto 2021 ha debuttato con la Nazionale maggiore nel corso di un'amichevole pareggiata 0-0 contro la Costa Rica. Il 19 giugno 2023 è stato incluso nella lista finale dei convocati per la CONCACAF Gold Cup 2023.

## Statistiche

### Presenze e reti nei club
Statistiche aggiornate al 27 giugno 2023.
| Stagione        | Squadra         | Campionato      | Campionato | Campionato | Coppe nazionali | Coppe nazionali | Coppe nazionali | Coppe continentali | Coppe continentali | Coppe continentali | Altre coppe | Altre coppe | Altre coppe | Totale | Totale |
| Stagione        | Squadra         | Comp            | Pres       | Reti       | Comp            | Pres            | Reti            | Comp               | Pres               | Reti               | Comp        | Pres        | Reti        | Pres   | Reti   |
| --------------- | --------------- | --------------- | ---------- | ---------- | --------------- | --------------- | --------------- | ------------------ | ------------------ | ------------------ | ----------- | ----------- | ----------- | ------ | ------ |
| 2020-2021       | Alianza         | PD              | 1          | 0          |                 | -               | -               | CL                 | 0                  | 0                  |             | -           | -           | 1      | 0      |
| 2021-2022       | Alianza         | PD              | 17         | 2          |                 | -               | -               |                    | -                  | -                  |             | -           | -           | 17     | 2      |
| Totale Alianza  | Totale Alianza  | Totale Alianza  | 18         | 2          |                 | -               | -               |                    | 0                  | 0                  |             | -           | -           | 18     | 2      |
| 2023            | Chicago Fire II | MNP             | 10         | 3          |                 | -               | -               |                    | -                  | -                  |             | -           | -           | 10     | 3      |
| Totale carriera | Totale carriera | Totale carriera | 28         | 5          |                 | -               | -               |                    | 0                  | 0                  |             | -           | -           | 28     | 5      |

### Cronologia presenze e reti in nazionale
| Cronologia completa delle presenze e delle reti in nazionale ― El Salvador | Cronologia completa delle presenze e delle reti in nazionale ― El Salvador | Cronologia completa delle presenze e delle reti in nazionale ― El Salvador | Cronologia completa delle presenze e delle reti in nazionale ― El Salvador | Cronologia completa delle presenze e delle reti in nazionale ― El Salvador | Cronologia completa delle presenze e delle reti in nazionale ― El Salvador | Cronologia completa delle presenze e delle reti in nazionale ― El Salvador | Cronologia completa delle presenze e delle reti in nazionale ― El Salvador |
| Data                                                                       | Città                                                                      | In casa                                                                    | Risultato                                                                  | Ospiti                                                                     | Competizione                                                               | Reti                                                                       | Note                                                                       |
| -------------------------------------------------------------------------- | -------------------------------------------------------------------------- | -------------------------------------------------------------------------- | -------------------------------------------------------------------------- | -------------------------------------------------------------------------- | -------------------------------------------------------------------------- | -------------------------------------------------------------------------- | -------------------------------------------------------------------------- |
| 22-8-2021                                                                  | Carson                                                                     | El Salvador                                                                | 0 – 0                                                                      | Costa Rica                                                                 | Amichevole                                                                 | -                                                                          | 62’                                                                        |
| 25-9-2021                                                                  | Washington                                                                 | El Salvador                                                                | 0 – 2                                                                      | Guatemala                                                                  | Amichevole                                                                 | -                                                                          | 81’                                                                        |
| 17-11-2022                                                                 | Managua                                                                    | Nicaragua                                                                  | 1 – 0                                                                      | El Salvador                                                                | Amichevole                                                                 | -                                                                          | 46’                                                                        |
| 20-6-2023                                                                  | Daejeon                                                                    | Corea del Sud                                                              | 1 – 1                                                                      | El Salvador                                                                | Amichevole                                                                 | -                                                                          | 78’                                                                        |
| 26-6-2023                                                                  | Fort Lauderdale                                                            | El Salvador                                                                | 1 – 2                                                                      | Martinica                                                                  | Gold Cup 2023 - 1º turno                                                   | -                                                                          | 46’                                                                        |
| 4-7-2023                                                                   | Houston                                                                    | Panama                                                                     | 2 – 2                                                                      | El Salvador                                                                | Gold Cup 2023 - 1º turno                                                   | -                                                                          | 68’                                                                        |
| 6-6-2025                                                                   | The Valley                                                                 | Anguilla                                                                   | 0 – 3                                                                      | El Salvador                                                                | Qual. Mondiali 2026                                                        | -                                                                          | 81’                                                                        |
| 10-6-2025                                                                  | San Salvador                                                               | El Salvador                                                                | 1 – 1                                                                      | Suriname                                                                   | Qual. Mondiali 2026                                                        | -                                                                          | 46’                                                                        |
| 17-6-2025                                                                  | San Jose                                                                   | Curaçao                                                                    | 0 – 0                                                                      | El Salvador                                                                | Gold Cup 2025 - 1° turno                                                   | -                                                                          | 73’                                                                        |
| 21-6-2025                                                                  | Houston                                                                    | Honduras                                                                   | 2 – 0                                                                      | El Salvador                                                                | Gold Cup 2025 - 1° turno                                                   | -                                                                          | 65’                                                                        |
| 24-6-2025                                                                  | Houston                                                                    | Canada                                                                     | 2 – 0                                                                      | El Salvador                                                                | Gold Cup 2025 - 1º turno                                                   | -                                                                          | 60’                                                                        |
| Totale                                                                     |                                                                            | Presenze                                                                   | 11                                                                         |                                                                            | Reti                                                                       | 0                                                                          |                                                                            |